# Dekanat Ożarów
Dekanat Ożarów – jeden z 25 dekanatów w rzymskokatolickiej diecezji sandomierskiej.

## Parafie
W skład dekanatu wchodzi 11 parafii:
- parafia św. Apostołów Piotra i Pawła – Bidziny
- parafia Wniebowzięcia Najświętszej Maryi Panny – Ćmielów
- parafia św. Wojciecha – Gliniany
- parafia św. Anny – Janików
- parafia św. Stanisława – Ożarów
- parafia Przemienienia Pańskiego – Przybysławice
- parafia Zaślubin Najświętszej Maryi Panny – Ruda Kościelna
- parafia św. Barbary – Słupia Nadbrzeżna
- parafia św. Małgorzaty – Sobótka
- parafia św. Teresy od Dzieciątka Jezus – Stodoły
- parafia św. Wojciecha – Wojciechowice

## Historia
19 kwietnia 2016, w wyniku reorganizacji dekanatów diecezji sandomierskiej, bp Krzysztof Nitkiewicz wyłączył z dekanatu Ożarów parafię św. Katarzyny w Łukawie, którą włączył do dekanatu Sandomierz.

## Sąsiednie dekanaty
Lipsko (diec. radomska), Opatów, Opole Lubelskie (archidiec. lubelska), Ostrowiec Świętokrzyski, Sandomierz, Sienno (diec. radomska), Zawichost.